# Coteaux-du-Lizon
Coteaux-du-Lizon es una comuna nueva francesa situada en el departamento de Jura, de la región de Borgoña-Franco Condado.

## Historia
Fue creada el 1 de enero de 2017, en aplicación de una resolución del prefecto de Jura de 4 de julio de 2016 con la unión de las comunas de Cuttura y Saint-Lupicin, pasando a estar el ayuntamiento en la antigua comuna de Saint-Lupicin.

## Demografía
| Gráfica de evolución demográfica de Coteaux-du-Lizon entre 1800 y 2013 |
|                                                                        |

Los datos entre 1800 y 2013 son el resultado de sumar los parciales de las dos comunas que forman la nueva comuna de Coteaux-du-Lizon, cuyos datos se han cogido de 1800 a 1999, para las comunas de Cuttura y Saint-Lupicin de la página francesa EHESS/Cassini. Los demás datos se han cogido de la página del INSEE.

## Composición
| Comuna delegada | Código INSEE | Población (2013) | Superficie (km²) | Densidad (hab./km²) |
| --------------- | ------------ | ---------------- | ---------------- | ------------------- |
| Cuttura         | 39186        | 329              | 5.95             | 55                  |
| Saint-Lupicin   | 39491        | 2091             | 9.54             | 219                 |